# 1991年バレーボール男子南米選手権
1991年バレーボール男子南米選手権（1991 Men's South American Volleyball Championship）は、1991年にブラジルのサンパウロで開催された、南米バレーボール連盟主催の第19回バレーボール南米選手権男子大会。
出場国は8カ国。ブラジルが13大会連続18回目の優勝を飾った。

## 最終結果
| 順位 | 国           |
| ---- | ------------ |
| 1    | ブラジル     |
| 2    | アルゼンチン |
| 3    | ベネズエラ   |
| 4    | ペルー       |
| 5    | チリ         |
| 6    | ウルグアイ   |
| 7    | エクアドル   |
| 8    | パラグアイ   |